# Torralba del Río
Torralba del Río är en kommun i Spanien.   Den ligger i provinsen Provincia de Navarra och regionen Navarra, i den norra delen av landet, 270 km norr om huvudstaden Madrid. Antalet invånare är 132. Arean är 17,7 kvadratkilometer.
Terrängen i Torralba del Río är kuperad åt nordväst, men åt sydost är den platt.